# Johan Koren

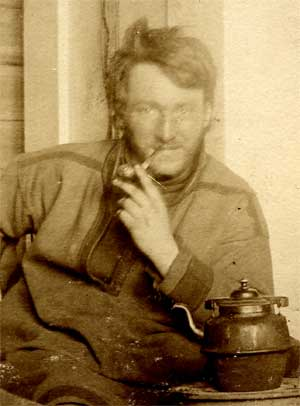
Portret van Johan Koren

Johan Koren (Fredrikstad, 4 oktober 1879 – Vladivostok, 3 maart 1919) was een Noors ontdekkingsreiziger, die onder andere deelnam aan de Belgische Antarctische expeditie van 1897-1899 onder leiding van Adrien de Gerlache.

## Belgische Antarctische expeditie
Koren was de zoon van een kapitein en bankier, maar verloor zijn beide ouders toen hij 11 jaar was. Op zijn 17e werd Koren aangenomen als lichtmatroos in de Belgica-expeditie naar Antarctica. Koren was van kinds af aan verwonderd door de natuur waardoor hij ook assistent werd van Emile Racovitza, de bioloog van de expeditie. Koren maakte heel wat schetsen gedurende de tocht, zowel van mensen, dieren als landschappen.
Tijdens de poolnacht, wanneer de zon in de Zuidpoolcirkel gedurende het hele etmaal niet meer boven de horizon uitkwam, verslechterde het gemoed op de Belgica. De bemanningsleden werden tevens geteisterd door scheurbuik als gevolg van het eten in blik. Ook Koren leed onder de eeuwige nacht, op 7 augustus werd bij hem een psychische stoornis vastgesteld waardoor hij enkele dagen niet meer kon horen of spreken. Een tijdje later ging dit echter over en kon hij opnieuw praten en horen.
Wanneer de zon opnieuw begon te schijnen aan het einde van de poolnacht, verbeterde het gemoed op de Belgica en werden er weer meer excursies op het ijs uitgevoerd. Op 25 augustus 1898 zorgden Koren en Jan van Mirlo echter voor paniek op het schip omdat ze verloren waren geraakt op één van hun tochten. Ondanks dat ze de locatie van het schip hadden genoteerd, maakte een dichte mist het moeilijk om terug te keren. Er werd tevergeefs uitgebreid gezocht naar de bemanningsleden en er werd gevreesd voor het ergste. De volgende ochtend verschenen ze echter opnieuw aan boord en konden ze hun expeditie vervolledigen.

## Na de expeditie
Na zijn terugkomst werkte Koren een tijdje als illustrator voor het Zoölogisch Museum in Oslo en nam hij deel aan nog een reeks reizen, onder andere naar Zuid-Amerika, Finnmark en Nova Zembla waar hij overwinterde in 1902-1903 als deel van de Northern Lights expedition onder leiding van Kristian Birkeland.
Koren maakte ook deel uit van Henrik Johan Bulls expeditie naar de zuidpool waar hun schip schipbreuk leidde. De leden van de expeditie moesten drie maanden overleven alvorens ze konden worden gered en naar Australië worden gebracht.
In 1919 raakte Koren besmet met de Spaanse griep tijdens één van zijn tochten om humanitaire hulp te bieden in Siberië tijdens de Russische Revolutie, waaraan hij kort daarna overleed.